# Køge Station
Køge Station er en dansk jernbanestation i byen Køge på Østsjælland. Stationen ligger i det centrale Køge, mellem byens historiske bymidte og Køge Havn, og umiddelbart ved siden af Køges busterminal.
Stationen ligger på jernbanestrækningen Lille Syd mellem Roskilde og Næstved via Køge, og er desuden endestation for S-togs linjen Køge Bugt-banen til København og for Østbanen, der forbinder Køge med Stevns. Højhastighedsjernbanen København-Køge-Ringsted-banen passerer ikke Køge Station, men betjenes i stedet af Køge Nord Station nord for byen.
Stationen åbnede i 1870 ved indvielsen af den oprindelige Sjællandske Sydbane. Den blev fuldstændig ombygget i 1978–1983 og igen i 2015–2018.

## Historie

### Den Sjællandske Sydbane
Den første station i Køge åbnede den 4. oktober 1870, da Det Sjællandske Jernbaneselskab indviede Den Sjællandske Sydbane fra Roskilde over Køge og Næstved til Masnedsund (Denne banes delstrækning Roskilde-Køge-Næstved benævnes nu ofte som Lille Syd). Den oprindelige stationsbygning lå ca. hvor kioskbygningen for enden af S-togssporene ligger i dag. I 1880 blev jernbanestrækningen overtaget af staten og indgik i 1885 i selskabet DSB.

### Østbanen
Allerede den 1. juli 1879 blev Køge station også et jernbaneknudepunkt, da det Østsjællandske Jernbaneselskab åbnede Østbanen, som forbandt Køge med halvøen Stevns ved jernbanestrækningerne Køge-Hårlev-Store Heddinge-Rødvig/Faxe-Faxe Ladeplads.

### Køge-Ringsted Banen
Køge-Ringsted Banen (1917-63) benyttede også Køge Station og havde i starten fuld optagelse hos DSB, men det blev efterhånden for dyrt for privatbanen, så den opførte i 1934 sin egen lille stationsbygning med hovedkontor og ventesal. Den lå midt i det område, der til 2015 var busholdeplads.

### Køge Bugt-banen
Den 24. september 1983 åbnede den 4. og sidste etape af Køge Bugt-banen fra Solrød Strand Station til Køge, og der var dermed forbindelse med S-tog fra Køge direkte til København. Stationen blev op til S-banens åbning ombygget fuldstændigt fra 1978 til 1983. Den "nye" stationsbygning blev nedrevet i efteråret 2015.

### Køge Kyst-byudviklingsprojektet
Efterfølgende blev der anlagt en bred gangbro tværs over stationsområdet, som en del af byudviklingsprojektet Køge Kyst fra 2016 til 2018. Projektet betød desuden at en busterminal ved Ivar Huitfeldtsvej på den vestlige side af stationen blev nedlagt til fordel for nybyggeri i 2014. I stedet blev der anlagt nye busstoppesteder på Ivar Huitfeldtsvej og på Østre Banevej på den østlige side af stationen. I den nordlige ende af stationen åbnede der en vejtunnel i 2016. Den eksisterende jernbaneoverskæring i den sydlige ende af stationen blev samtidig lukket for biler men kan fortsat passeres af gående. Den skal på sigt erstattes af en underføring, der skal få området omkring Køge Torv og Søndre Havn til at hænge bedre sammen.

## Trafik
Stationen er endestation for S-togs-linje E i dagtimerne på hverdage og for linje A om aftenen og i weekenden. Foruden S-togene kører DSB (Nivå – Næstved) og den lokale Østbanen (Roskilde - Køge - Faxe Ladeplads/Rødvig) fra Køge Station. Stationen ligger i takstzone 20.

## Stationspladsen
I 1993 blev der opført en vandskulptur på stationspladsen, en såkaldt vandkunst – "Kattekvinden og hestemanden" – udført af den svenskfødte billedhugger Pontus Kjerrman .

## Galleri
- Gangbroen set fra Stationspladsen.
- Gangbroen set fra spor 5.
- Spor 5 der bruges af nogle af Østbanens tog.
- S-togs perronerne
- Tog på Østbanen til Rødvig.
- Gangbroen ved Østre Banevej.

- Wikimedia Commons har flere filer relateret til Køge Station

## Antal rejsende
Ifølge Østtællingen var udviklingen i antallet af dagligt afrejsende med fjerntog:
| År   | Antal | År   | Antal | År   | Antal | År   | Antal |
| ---- | ----- | ---- | ----- | ---- | ----- | ---- | ----- |
| 1984 | 1.363 | 1993 | 1.670 | 2000 | 1.138 | 2005 | 949   |
| 1987 | 1.264 | 1995 | 700   | 2001 | 1.168 | 2006 | 872   |
| 1990 | 1.531 | 1996 | 694   | 2002 | 1.138 | 2007 | 915   |
| 1991 | 1.622 | 1997 | 787   | 2003 | 999   | 2008 | 825   |
| 1992 | 1.311 | 1998 | 630   | 2004 | 1.371 |      |       |

Ifølge Østtællingen var udviklingen i antallet af dagligt afrejsende med S-tog:
| År   | Antal | År   | Antal | År   | Antal | År   | Antal |
| ---- | ----- | ---- | ----- | ---- | ----- | ---- | ----- |
| 1957 | -     | 1974 | -     | 1991 | 3.849 | 2001 | 4.156 |
| 1960 | -     | 1975 | -     | 1992 | 3.644 | 2002 | 4.315 |
| 1962 | -     | 1977 | -     | 1993 | 3.857 | 2003 | 4.830 |
| 1964 | -     | 1979 | -     | 1995 | 3.838 | 2004 | 4.810 |
| 1966 | -     | 1981 | -     | 1996 | 3.818 | 2005 | 4.408 |
| 1968 | -     | 1984 | 3.316 | 1997 | 3.670 | 2006 | 4.728 |
| 1970 | -     | 1987 | 3.579 | 1998 | 4.032 | 2007 | 4.478 |
| 1972 | -     | 1990 | 3.847 | 2000 | 4.183 | 2008 | 4.871 |